# Cafelândia (ort)
Cafelândia är en ort i Brasilien.   Den ligger i kommunen Cafelândia och delstaten São Paulo, i den södra delen av landet, 700 km söder om huvudstaden Brasília. Cafelândia ligger 450 meter över havet och antalet invånare är 13 777.
Terrängen runt Cafelândia är platt. Närmaste större samhälle är Lins, 19,4 km nordväst om Cafelândia.
Omgivningarna runt Cafelândia är huvudsakligen savann. Runt Cafelândia är det glesbefolkat, med 16 invånare per kvadratkilometer.